# Dos más dos (película de 2022)
Dos más dos es una película de comedia erótica mexicana de 2022 dirigida por Alfonso Pineda Ulloa y escrita por Héctor Octavio Valdés Barrientos, Armando Gracia Medina y Patricio Saiz. Está protagonizada por Arath de la Torre, Adriana Louvier, Luis Ernesto Franco y Tessa Ía. Es un remake de la película argentina Dos más dos de 2012. Se estrenó el 31 de marzo de 2022 en cines mexicanos.

## Sinopsis
Tras descubrir que su amiga Lucy y el marido de esta, Ricardo, el mejor amigo de su esposo, tienen una relación abierta, Sara, aburrida en su matrimonio, quiere que Ricardo convenza a su marido de las ventajas del poliamor.

## Elenco
Los actores que participan en esta película son:
- Arath de la Torre como Enrique
- Adriana Louvier como Sara
- Luis Ernesto Franco como Ricardo
- Tessa Ía como Lucy
- Claudio Lafarga como Carlos
- Martha Claudia Moreno como Vanessa
- Juan Carlos Remolina como Pablo Martell
- Florencia Benítez como Francisca
- Daniel Haddad como Hugo
- Adriana Montes de Oca como Kathia
- Mairen Muñoz como Elvira
- Artús Chávez como César
- Brenda De Arrigunaga como Mónica
- Patricio Zamora como Lucas